# Emilie Turunen

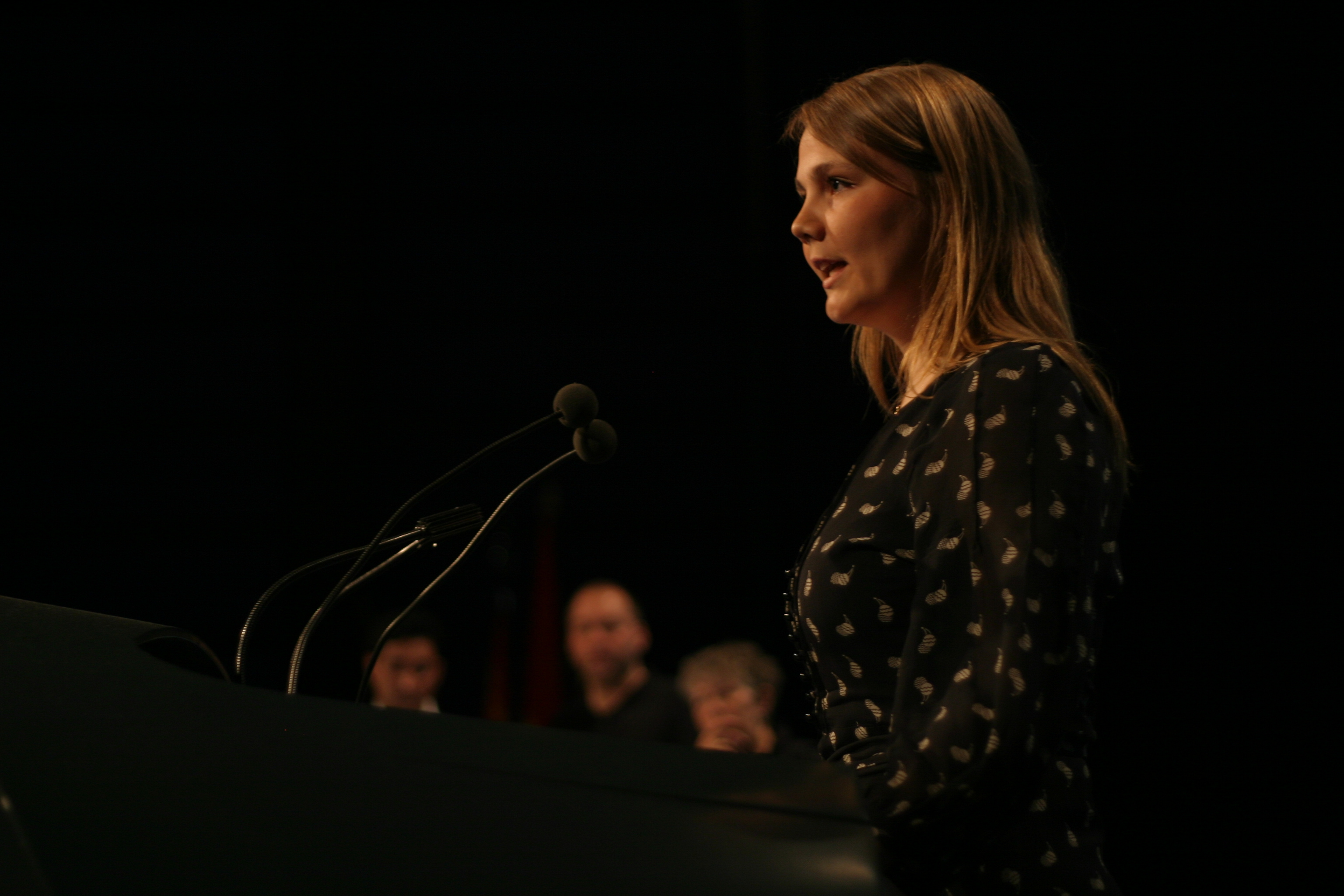
Emilie Turunen

Emilie Turunen (* 13. Mai 1984 in Kopenhagen, Dänemark) ist eine dänische Politikerin der Sozialdemokraten und seit 2009 Mitglied des Europäischen Parlaments. Am 20. März 2013 ist sie von der Sozialistischen Volkspartei (SF) übergetreten.
Turunen studierte an der Universität Roskilde Sozialwissenschaft und erlangte 2009 den Bachelor-Abschluss. Während ihres Studiums engagierte sich Turunen auch politisch und wurde Mitglied der Sozialistischen Volkspartei. Deren Jugendorganisation SFU führte sie von 2008 bis 2009 an. Seit der Europawahl 2009 ist Turunen Abgeordnete im Europäischen Parlament, wo sie der Fraktion Progressive Allianz der Sozialdemokraten angehört. Turunen lebt mit ihrem Lebensgefährten in Kopenhagen.

## EU-Parlamentarierin
Turunen ist Mitglied im Ausschuss für Binnenmarkt und Verbraucherschutz und in der Delegation für die Beziehungen zu den Ländern Südostasiens und der Vereinigung südostasiatischer Staaten (ASEAN.) 
Als Stellvertreterin ist sie im Ausschuss für Wirtschaft und Währung sowie im Ausschuss für Beschäftigung und soziale Angelegenheiten und in der Delegation für die Beziehungen zu Iran.